# باربارا ۲۳۴
سیارک ۲۳۴ (به انگلیسی: 234 Barbara) دویست و سی و چهارمین سیارک کشف شده‌است که در ۱۲ اوت ۱۸۸۳ کشف شد.
قدر مطلق سیارک برابر ۹٫۰۲ است.